# La passion de Simone
La passion de Simone – Chemin musical en quinze stations (deutsch: ‚Die Passion von Simone – Musikalischer Pfad in fünfzehn Stationen‘) ist ein Oratorium für Sopransolo, Chor, Orchester und Elektronik von Kaija Saariaho (Musik) mit einem Libretto von Amin Maalouf über das Leben der Philosophin, Mystikerin und Sozialrevolutionärin Simone Weil. Es wurde am 26. November 2006 im Jugendstiltheater Wien uraufgeführt.

## Handlung
Die fünfzehn „Stationen“ des Werks behandeln jeweils einen Abschnitt im Leben von Simone Weil.
1. Die Sopranistin spricht Simone als ältere Schwester an, die zwar vor ihr geboren wurde, das Älterwerden aber verweigerte. Sie bewundert sie dafür, ihr Leben zu einer „leuchtenden Passage“ gemacht zu haben, bedauert aber gleichzeitig, dass sie den Tod vorgezogen habe.
2. Simone hat ihr Kreuz bewusst auf sich genommen. Andererseits hat sie es sich nicht ausgesucht, eine Frau oder eine Jüdin zu sein.
3. Anders als die meisten Menschen hat sie sich nicht von der Welt abgewandt, sondern von sich selbst, um der Welt ihre ganze Aufmerksamkeit zu schenken.
4. Sie hat sich so sehr auf das Leiden der Menschheit konzentriert, dass sie das Leiden innerhalb ihrer Familie kaum wahrnahm.
5. Um das Schicksal der Arbeiter zu teilen, hat sie selbst wie eine Sklavin in einer Fabrik gearbeitet.
6. Der Chor beschreibt das Foto auf ihrer Fabrikkarte mit der Nummer A96630, von der man glaubte, sie gehörte einer Deportierten.
7. Nachdem sie aus der Fabrik ausgeschieden war, verachtete sie gleichermaßen Revolutionen, Demokratien, Parteien, Nationen und Kirchen als Gefängnisse des Geistes und glaubte nur noch an die „zitternde Flamme“ im Inneren des Menschen.
8. Sängerin und Sprecherin zitieren: „Dieu se retire Pour ne pas être aimé Comme un trésor par un avare“ (‚Gott zieht sich zurück, um nicht wie so geliebt zu werden wie ein Schatz von einem Geizigen‘).
9. Man sollte wissen, wie man Gott und andere Menschen um ihrer selbst willen lieben kann. Simone litt zwar ebenso wie ihre Nächsten, konnte aber nicht das Wort „wir“ aussprechen.
10. Sie fand sich alleine mit ihrer Mystik in einer Welt der Dunkelheit wieder.
11. Nachdem sie lange geglaubt hatte, dass Krieg um jeden Preis vermieden werden müsse, nahm sie schließlich selbst daran teil. Sie hatte einen solch großen Opferwillen, dass die Résistance ihr misstraute.
12. Daraufhin suchte sie einen anderen Weg des Opfers: Als sie vom Hunger in Frankreich hörte, verweigerte sie selbst das Essen.
13. Sie starb im Alter von 34 Jahren in einem englischen Krankenhaus – ungefähr im selben Alter wie Alexander der Große oder Jesus Christus.
14. Die Menschheit erkannte nicht, wen sie verloren hatte.
15. Nach ihrem Tod wurden ihre Worte quasi als Testament veröffentlicht. Sie ging ihrer eigenen Auslöschung entgegen und erreichte die Wiederauferstehung. Auf der Erde hingegen herrscht weiterhin Betrug.

## Gestaltung
Formal orientieren sich der Text und das gesamte Werk an der Tradition der Passionsspiele. Die fünfzehn Sätze entsprechen dabei den Stationen eines Kreuzwegs. In der dreizehnten Station wird das Schicksal Simone Weils offen mit dem von Christus verglichen. Die Sopranistin übernimmt die Rolle eines Erzählers in Gestalt einer imaginären Schwester Simones und am Ende auch deren eigene Rolle. Gesprochene Zitate aus Weils Texten werden von räumlich im Auditorium installierter Elektronik begleitet. Chor und Orchester stellen das Umfeld der Protagonistin dar.
Die Partitur ist geprägt von den für Saariaho typischen „Farbklangmischungen“ und der allmählichen Verwandlung von Klängen und Bildern („Morphing“). In ihrer Musik stehen Klanglichkeit, Farbe und Harmonie für Raum und Zeit selbst. In den langsameren Teilen erzeugt sie mit diesen Mitteln graduell Spannung, die sich dann plötzlich und heftig entlädt.

### Orchester
Die Orchesterbesetzung der Oper umfasst die folgenden Instrumente:
- Holzbläser: drei Flöten (3. auch Altflöte und Piccolo), zwei Oboen, zwei Klarinetten in B, zwei Fagotte (2. auch Kontrafagott)
- Blechbläser: vier Hörner in F, zwei Trompeten in C, zwei Posaunen, Tuba
- Pauken, Schlagzeug (drei Spieler)
  - I: Tamtam, Crotales (mit Bogen), große Trommel, Glockenspiel, Xylophon, drei hängende Becken (klein, mittel, groß), Metallplatte, Steinplatte, Holzblock, drei Tomtoms (hoch, mittel, tief)
  - II: Vibraphon (mit Bogen), Glas-Windspiel, kleine Trommel, große Trommel, Triangel, Tamtam, zwei hängende Becken (mittel, groß), Röhrenglocken
  - III: Kleine hohe Glocken (an einer Schnur wie ein Glockenstab), große Trommel, Marimba, Tamtam, drei hängende Becken (klein, mittel, groß), Muschel-Windspiel, Glas-Windspiel, Triangel
  - drei Gongs (Gis, A, H)
- Harfe
- Celesta (auch MIDI-Keyboard)
- Streicher
- Elektronik (vorab aufgenommene Samples)

Kammerfassung (ohne Elektronik):
- Holzbläser: zwei Flöten (2. auch Altflöte und Piccolo), Oboe, Klarinette in B, Fagott (auch Kontrafagott)
- Blechbläser: zwei Hörner, Trompete, Posaune
- Pauken, Schlagzeug (zwei Spieler)
  - I: Tamtam, Crotales (mit Bogen), große Glocke, Glockenspiel, Vibraphon (mit Bogen), drei hängende Becken (klein, mittel, groß), Metallplatte, Steinplatte, Holzblock, drei Tomtoms (hoch, mittel, tief), Triangel, Glas-Glockenspiel
  - II: kleine hohe Glocken (an einer Schnur wie ein Glockenstab), Marimba, Glas-Glockenspiel, Muschel-Glockenspiel, drei hängende Becken (klein, mittel, groß), kleine Trommel, große Trommel, Triangel, Tamtam, Röhrenglocken, Crotales
- Harfe
- Celesta
- Streicher

## Werkgeschichte
Kaija Saariahos Oratorium La passion de Simone entstand 2006 in Zusammenarbeit mit dem Librettisten Amin Maalouf und dem Regisseur Peter Sellars. Sie wählten vor Beginn der Kompositionsarbeit gemeinsam die zu berücksichtigenden Lebensabschnitte und Werke Simone Weils aus. In der Programme Note schrieb Saariaho, dass sie sich schon seit ihrer Kindheit mit dem Werk der Philosophin beschäftigt habe und sie besonders deren abstrakt-mathematische und spirituell-intellektuelle Ziele interessierten. Sellars Interesse habe ihren sozialen und politischen Tätigkeiten gegolten, und Maalouf habe die Kluft zwischen ihrer Philosophie und ihrem Leben überbrückt und viele allgemeine Fragen zur menschlichen Existenz in das Libretto integriert. Saariaho widmete das Oratorium ihren Kindern Alex und Aliisa.
Die Uraufführung fand am 26. November 2006 im Rahmen von Peter Sellars Festival „New Crowned Hope“ im Jugendstiltheater Wien statt. Dieses Festival bildete den Abschluss der dortigen Feierlichkeiten zum Mozartjahr 2006. Für die ursprünglich vorgesehene Sängerin Dawn Upshaw sprang aufgrund einer Erkrankung kurzfristig Pia Freund ein (Upshaw sang die Partie später andernorts). Susanna Mälkki leitete den Arnold Schoenberg Chor und das Klangforum Wien. Die Originaltexte Weils rezitierte Dominique Blanc. Der Tänzer Michael Schumacher stellte pantomimisch eine Art Schutzengel Weils dar. Die Inszenierung stammte von Peter Sellars, die Kostüme von Martin Pakledinaz und das Sounddesign von Gilbert Nouno.
Später erstellte Saariaho eine Kammerfassung ohne Elektronik, ein Auftrag von der französischen Musiktheatergruppe La Chambre aux échos, die auch die Uraufführung  2013 in Bratislava im Rahmen des Melos-Ethos Festivals realisierte (Regie: Aleksi Barrière, Dirigent: Clément Mao-Takacs). Diese Kammerfassung wurde später von Peter Sellars erneut inszeniert und auch in verschiedenen anderen Inszenierungen gespielt.
Die folgenden Aufführungen lassen sich nachweisen:
- Juli 2007: Barbican Centre, London – Dawn Upshaw (Sopran), City of Birmingham Symphony Orchestra, London Voices, Dirigent: Robert Spano.[7]
- August 2007: Finlandia-Halle, Helsinki und Stockholm – Finnisches Radio-Sinfonie-Orchester.[7]
- August 2008: Lincoln Center, New York – Dawn Upshaw (Sopran), City of Birmingham Symphony Orchestra.[7]
- Januar 2009: Los Angeles – Los Angeles Philharmonic, Dirigent: Esa-Pekka Salonen.[7]
- Juni 2009: Pariser Oper – Dawn Upshaw (Sopran), Dirigent: Cornelius Meister.[7]
- Oktober 2012: Musikzentrum Helsinki – „Visuelle“ Fassung von Jean-Baptiste Barrière; Dawn Upshaw (Sopran), Gabrielle Lamb (Tänzerin), Finnisches Radio-Sinfonie-Orchester, Tapiola Kammerchor, Dirigent: Esa-Pekka Salonen, Choreografie: Luca Veggetti.[7][8]
- November 2013: Melos-Ethos Festival, Bratislava – Uraufführung der Kammerfassung; Inszenierung: Aleksi Barrière, Karen Vourc'h (Sopran), Secession Orchestra, Musiktheatergruppe La Chambre aux échos, Dirigent: Clément Mao-Takacs. Weitere Vorstellungen (2013–2022) in Lublin, Paris, Clermont-Ferrand, Copenhagen, New-York, Bergen, Nantes, Tampere und Helsinki[9].
- November 2015: Deutsche Oper Berlin – Kammerfassung; Inszenierung: Peter Sellars, Julia Bullock (Sopran), Orchesterakademie der Berliner Philharmoniker, Quartett des Rundfunkchores Berlin, Dirigent: Duncan Ward.[10][11]
- Juni 2016: Ojai Music Festival, Kalifornien – Kammerfassung; Inszenierung: Peter Sellars, Julia Bullock (Sopran), International Contemporary Ensemble, Roomful of Teeth, Dirigentin: Joana Carneiro.[12]
- Oktober 2020: Königlich Schwedische Nationaloper, Stockholm – Anne Sofie von Otter (Mezzosopran), Chor und Orchester der Königlich Schwedischen Nationaloper, Dirigent: Christian Karlsen.[13]

## Aufnahmen
- 19./20. Oktober 2012 – Esa-Pekka Salonen (Dirigent), Finnisches Radio-Sinfonie-Orchester, Tapiola Kammerchor, Dawn Upshaw (Sopran), Dominique Blanc (Sprecherin).
 Studioaufnahme in Verbindung mit der Aufführung in Helsinki am 19. Oktober 2012.
 Ondine ODE 1217-5.[14]
- 9. Juni 2016 – Joana Carneiro (Dirigentin), International Contemporary Ensemble, Roomful of Teeth, Julia Bullock (Sopran).
 Video; live vom Ojai Music Festival.
 Videostream auf YouTube.[12]
- 10. März 2019 – Clément Mao-Takacs (Dirigent), Aleksi Barrière (Inszenierung), Musiktheatergruppe La Chambre aux échos, Avanti! Chamber Orchestra, Sayuri Araida (Sopran).
 Video; live aus der Tampere-Halle, Finnland.
 Videostream auf YLE Areena.[15]
- 17. Oktober 2020 – Christian Karlsen (Dirigent), Orchester und Chor der Königlich Schwedischen Nationaloper, Anne Sofie von Otter (Mezzosopran), Dominique Blanc (Sprecherin, vom Band).
 Video; live aus der Königlich Schwedischen Nationaloper.
 Videostream bei Operavision.[13]